# حرب مقاطعة جونسون
حرب مقاطعة جونسون (بالإنجليزية: Johnson County War)، والمعروفة أيضًا باسم الحرب على نهر باودر (بالانجليزية: War on Powder River) أو حرب وايومنغ رينج (Wyoming Range War)، هي صراع مناطقي في مقاطعة جونسون، وايومنغ من عام 1889 حتى عام 1893. بدأ الصراع عندما مارست شركات الماشية الاضطهاد على السارقين المزعومين بلا رحمة في المنطقة، الذين كان الكثير منهم من المستوطنين الذين تنافسوا معهم على حقوق الماشية والأرض والمياه. مع تأجيج العنف بين كبار مربي الماشية والمستوطنين الأصغر في الولاية، بلغ الصراع ذروته في باودر ريفر كونتري عندما استأجر مربي الماشية مسلحين لغزو المقاطعة. حذّر التوغل الأولي للمسلحين في الإقليم صغار المزارعين ومربي الماشية، وكذلك رجال القانون بالولاية، وشكلوا مجموعة مكونة من 200 رجل، ما أدى إلى مواجهة قوية. انتهى الحصار عندما قام سلاح الفرسان الأمريكي بأمر من الرئيس بنجامين هاريسون بإعفاء القوتين، على الرغم من استمرار القتال في الأشهر اللاحقة.
شكلت الأحداث منذ ذلك الحين قصةً أسطورية ورمزية للغاية عن الغرب الأمريكي القديم، وعلى مر السنين، أصبحت الاختلافات في القصة تشمل بعضًا من أشهر شخصياتها التاريخية. بالإضافة إلى كونها واحدة من أشهر حروب النطاق في الغرب الأمريكي، إذ إن موضوعاتها، وخاصة الصراع الطبقي، كانت بمثابة أساس للعديد من الروايات والأفلام والبرامج التلفزيونية الشعبية في النوع الغربي الأمريكي.

## الخلفية
عُدّ الصراع على الأرض أمرًا شائعًا في تنمية عقلية الغرب الأمريكي، لكنه كان سائدًا بشكل خاص خلال أواخر القرن التاسع عشر، عندما تم توطين أجزاء كبيرة من الغرب من قِبَل مهاجرين جدد لأول مرة من خلال مراسيم الحيازة الزراعية. أطلق أحد المؤرخين، ريتشارد ماكسويل براون، على هذه الفترة اسم «حرب التأسيس الأهلية الغربية»، والتي كانت حرب مقاطعة جونسون جزءًا منها.
في الأيام الأولى من ولاية وايومنغ، كانت معظم الأراضي تابعة للملكية العامة، والتي كانت تهتم بتربية الماشية على نطاق مفتوح أو أراضي خاضعة لنمط حياة السكن الزراعي. تم تحويل أعداد كبيرة من الماشية إلى نمط التربية الحرّ في النطاق المفتوح من خلال مربى مواشي كبير. في كل ربيع، كانت تُعقد جولات لفصل الماشية التي تنتمي إلى مزارع مختلفة. قبل الجولة، كان يتم أحيانًا وضع علامة تجارية خلسةً على الماشية اليتيمة أو التائهة، وهي الطريقة الشائعة لتحديد مالكيها. وعادةً ما يتم توزيع حقوق الأراضي والمياه على من قام بتسوية الممتلكات أولًا، إذ كان على المزارعين ومربي الماشية احترام هذه الحدود (يُعرف هذا باسم الاستيلاء المُسبق). ومع ذلك، مع تزايد انتقال أصحاب المنازل الذين يطلق عليهم «غرانجرز» إلى وايومنغ، سرعان ما بدأت المنافسة على الأراضي والمياه التابعة للدولة، وتفاعلت شركات الماشية مع ذلك باحتكار مساحات كبيرة من أراضي النطاق المفتوح لمنع أصحاب المنازل من استخدامها.
أصبحت العلاقة مضطربة بشكل رئيسي بين المزارع الأكبر والأكثر ثراءً ومستوطني المزارع الأصغر وخاصةً بعد شتاء عام 1886-1887 القاسي، بعد سلسلة من العواصف الثلجية وانخفاض درجات الحرارة من -50 إلى -40 درجة فهرنهايت (-45 إلى -40 درجة مئوية) متبوعة بصيف شديد الحرارة والجفاف، التي دمرت الحدود. فُقدت آلاف الماشية بعد هذه الكارثة. ولحماية ما تبقى منها، ردّت شركات الماشية بادعاء شامل بالسرقة ضد منافسيها من المستوطنين. بدأت الأعمال العدائية بالتصاعد بعد إقرار المجلس التشريعي في وايومنغ قانون مافريك، والذي نصّ على أن جميع الماشية التي لا تحمل علامة تجارية في النطاق المفتوح تنتمي تلقائيًا إلى جمعية رعاة الماشية. سيطر رعاة الماشية بشدة على مصالح الأسهم في وايومنغ من خلال الحدّ من عدد أصحاب المزارع الصغيرة الذين كان بإمكانهم المشاركة، بما في ذلك الجولات السنوية. بالإضافة إلى منعهم الموظفين من امتلاك الماشية خوفًا من منافسة إضافية، وتهديد أي شخص يُشتبه بأنه سارق.